# 신정철
신정철(申正澈)은 대전고와 서울대를 졸업하고 제7회 고등고시 사법과에 합격한 대한민국의 대법관을 지낸 법조인이다.